# Veroljub Stevanović
Pour les articles homonymes, voir Stevanović.
Veroljub Stevanović (en serbe cyrillique : Верољуб Стевановић ; né le 17 septembre 1946 à Kragujevac) est un homme politique serbe. Ancien député à l'Assemblée nationale de la république de Serbie, il est maire de Kragujevac, est président du mouvement Ensemble pour la Šumadija (ZZŠ) et vice-président des Régions unies de Serbie (URS).

## Biographie
Après avoir obtenu un diplôme à la faculté de génie mécanique de l'université de Kragujevac en 1972, Veroljub Stevanović travaille à l'usine d'automobile Zavodi Crvena Zastava de Kragujevac, dans les secteurs de la production, de la technologie et de la maintenance, puis, à partir de 1977, il entre au centre médical Dr Mihajlo Ilić, en tant que directeur adjoint aux questions techniques. En 1986, il rejoint à nouveau Zastava en tant que directeur de l'usine dans le secteur de l'assemblage des automobiles et, l'année suivante, il est nommé directeur de production puis directeur de l'usine de montage. En 2000, il est coministre de l'Industrie dans le gouvernement intérimaire de la république de Serbie,.
La carrière politique de Veroljub Stevanović commence en 1993, avec sa première élection à l'Assemblée nationale de la république de Serbie en tant que membre du Mouvement serbe du renouveau (SPO), fonction qu'il occupe jusqu'en janvier 2001 et, de 1997 à 2001, il est parallèlement député à l'assemblée de la république fédérale de Yougoslavie. En 2006, Veroljub Stevanović est désigné comme vice-président du Mouvement serbe du renouveau. 

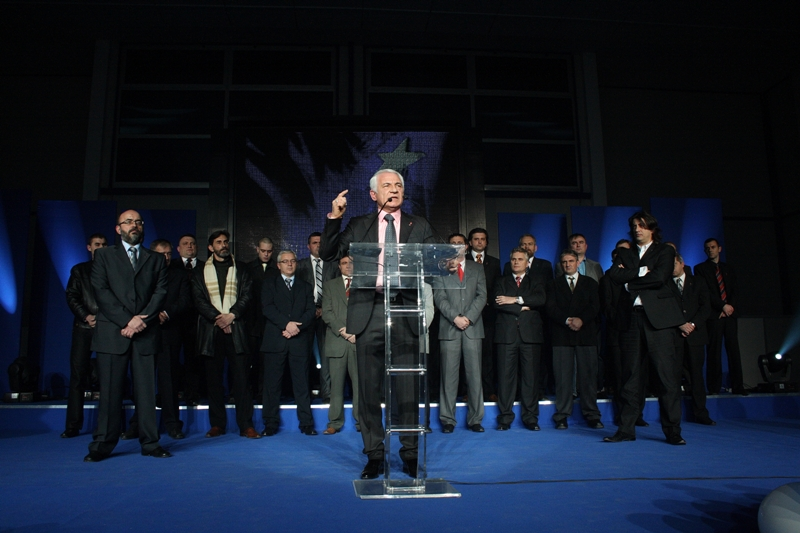
Veroljub Stevanović, Ensemble pour la Šumadija, 30 mai 2009

Il mène également une carrière politique sur le plan régional. De 1996 à 2001, il est le premier maire démocratiquement élu de la ville de Kragujevac et, en 2004, le premier maire élu au suffrage universel direct pour la mandature 2004-2008. À l'occasion des élections locales serbes de 2008, il crée le mouvement régional Ensemble pour Kragujevac (ZKK) et s'allie avec le parti G17 Plus en créant la coalition locale « Tous ensemble pour Kragujevac », qui remporte 41 sièges sur les 87 de l'assemblée municipale ; Veroljub Stevanović est reconduit dans ses fonctions de maire.
Sur le plan national, Veroljub Stevanović se présente avec le ZKK sur la liste du G17 Plus au sein de la grande alliance électorale Pour une Serbie européenne du président Boris Tadić, ce qui lui vaut un mandat de député à l'Assemblée nationale.
Ensemble pour la Šumadija (en serbe : Заједно за Шумадију et Zajedno za Šumadiju), qui émane d'un élargissement de « Ensemble pour Kragujevac », est officiellement fondé par Veroljub Stevanović le 2 mai 2009 au congrès constitutif de Kragujevac. Lors des élections législatives serbes de 2012, le mouvement participe à la coalition Régions unies de Serbie (URS) emmenée par Mlađan Dinkić, le président du G17 Plus,. Trois membres du mouvement, Nikola Jovanović, Saša Milenić et Slavica Saveljić, qui figurent sur la liste commune, sont élus députés à l'Assemblée nationale et sont inscrits au groupe parlementaire de l'URS,,. Aux élections locales de la même année, Veroljub Stevanović est une nouvelle fois élu maire de Kragujevac.

## Divers
Veroljub Stevanović est marié et père de deux filles.